# Darkcore (drum & bass)
Darkcore o darkside es un género de jungle (que no debe ser confundido con el más reciente subestilo de hardcore de nombre darkcore) que era popular en la escena rave de Gran Bretaña al inicio de los años 90. Está reconocido como precursor directo del estilo conocido hoy como drum and bass. Surgió como una ramificación del hardcore, en clara contraposición con otra ramificación del mismo, el happy hardcore.

## Características
El darkcore está caracterizado por un patrón rítmico formado por breakbeats a una velocidad aproximada de 150-160 bpms combinados con líneas de bajo de muy baja frecuencia. Adicionalmente, suele utilizar samples oscuros y en ocasiones tenebrosos, incluyendo toda una temática inspirada por películas de terror y también de ciencia ficción. A medida que el estilo evolucionó, dejaron de utilizarse estos elementos de terror para pasar a contar cada vez más con efectos típicos de la producción del drum and bass como reverb, delay, pitch shifting y time stretching, todos los cuales contribuían a esas atmósferas densas, caóticas e incluso siniestras.

## Músicos
Muchos de los músicos británicos de hardcore y jungle hicieron darkcore por un tiempo, sobre todo en su cénit hacia 1992-1993. Entre ellos se podrían incluir los siguientes:
- Goldie
- Doc Scott
- Metalheadz productions
- Reinforced records
- 4 Hero
- Bizzy B
- Commix
- Marcus Intalex
- Remarc
- Lewi Cifer
- Hyper On Experience
- International Rude Boyz
- Q Project
- Top Buzz
- DJ Ratty
- Fallout
- DJ Crystl
- Skanna
- Essence of Aura
- Peshay
- Wax Doctor